# Luban (köping i Kina, Sichuan)
Luban (kinesiska: 鲁班镇, 鲁班) är en köping i Kina. Den ligger i provinsen Sichuan, i den sydvästra delen av landet, omkring 96 kilometer öster om provinshuvudstaden Chengdu. Antalet invånare är 23 690. Befolkningen består av 11 665 kvinnor och 12 025 män. Barn under 15 år utgör 16,0 %, vuxna 15-64 år 69 %, och äldre över 65 år 14,0 %.
Genomsnittlig årsnederbörd är 1 312 millimeter. Den regnigaste månaden är juli, med i genomsnitt 321 mm nederbörd, och den torraste är december, med 6 mm nederbörd.